# Bulbostylis hensii
Bulbostylis hensii là một loài thực vật có hoa trong họ Cói. Loài này được (C.B.Clarke) R.W.Haines mô tả khoa học đầu tiên năm 1983.